# Качалівська сільська рада (Бородянський район)
| Качалівська сільська рада — колишній орган місцевого самоврядування у Бородянському районі Київської області з адміністративним центром у с. Качали. Сільській раді були підпорядковані населені пункти: - с. Качали - с. Волиця - с. Галинка - с. Стара Буда - с. Торф'яне |

## Склад ради
Рада складалася з 16 депутатів та голови.

### Керівний склад ради
| ПІБ                        | Основні відомості                                                                     | Дата обрання | Дата звільнення |
| -------------------------- | ------------------------------------------------------------------------------------- | ------------ | --------------- |
| Панченко Іван Васильович   | Сільський голова, 1965 року народження, освіта вища, член Української Народної Партії | 26.03.2006   | 31.10.2010      |
| Горбаченко Андрій Іванович | Сільський голова, 1966 року народження, освіта вища, член Партії регіонів             | 31.10.2010   | 2014 р.         |
| Голух Сергій Васильович    | Сільський голова                                                                      | 2014 р.      | теперішній час  |

Примітка: таблиця складена за даними джерела